# Batalha de Smolensk (1943)
A Segunda Batalha de Smolensk (7 agosto - 2 outubro 1943) foi uma operação ofensiva estratégica Soviética conduzida pelo Exército Vermelho, como parte da campanha de verão-outono de 1943.

## Antecedentes
A batalha de smolensk fez parte da operação suvorov, e durou aproximadamente dois meses. A operação foi desenvolvida a fim de eliminar os nazistas na região de smolensk e bryansk.

## Início
Devido ao longo tempo em que as forças nazistas se fixaram nessa região, a Alemanha conseguiu criar fortes obstáculos defensivos, porém o Exército vermelho superava os alemães em número.
O terreno é composto por algumas densas matas de pinus, arbustos densos e áreas pantanosas e é uma região composta de planície.

## Invasão
Com a vantagem numérica o exercito soviético aos poucos conseguiu avançar perante as forças alemãs que, por sua vez, estavam divididas devido ao número de operações simultâneas.
A Russia conseguiu "retomar" algumas cidades a caminho de Smolensk.

## Consequências
A batalha de Smolensk foi decisiva, embora tenha conseguido avançar meros 250 quilômetros. Com a vitória a Rússia conseguiu afastar os nazistas de Moscou, cortou um front alemão ao meio, ajudou na batalha pela travessia do Dneiper por ter feito os alemães se dividirem. Com essa conquista a Rússia viu pela primeira vez os crimes de guerra e a destruição local que os atos nazistas fizeram.